# تحقیر (فیلم ۲۰۱۴)
تحقیر (به انگلیسی: The Humbling) فیلمی در ژانر کمدی اروتیک، به کارگردانی بری لوینسون که محصول سال ۲۰۱۴ است. این فیلم برگرفته از رمان " تحقیر " نوشته فیلیپ راث در سال ۲۰۰۹ می‌باشد.
اکران محدود این فیلم برای نخستین بار در جشنواره بین‌المللی فیلم تورنتو و سپس در هفتاد و یکمین جشنواره بین‌المللی فیلم ونیز صورت گرفت.

## بازیگران اصلی
مطرح‌ترین بازیگر این فیلم آل پاچینو است. در کنار او بازیگرانی چون دایان ویست و چارلز گرودین نیز به ایفای نقش پرداخته‌اند.

## داستان
تحقیر داستان بازیگری به نام «سیمون اکسلر» است که در جوانی هنرمندی مشهور بوده اما در شصت سالگی، استعداد، اعتماد به نفس و قدرت افسون‌گری خود را از دست داده و همه‌چیز برایش پایان یافته به نظر می‌رسد.
تمامی نقش‌های مهمی که او ایفا کرده از میان رفته‌اند؛ وقتی روی صحنه می‌رود احساس جنون به او دست می‌دهد و فکر می‌کند که دیگران به او می‌خندند. او چیزی مهم را از دست داده‌است.
همسرش او را ترک کرده، طرفدارانش دیگر توجهی به او نشان نمی‌دهند و مدیربرنامه‌هایش دیگر نمی‌تواند او را برای بازگشت به روی صحنه قانع کند.